# Bande (parroquia)
Bande (llamada oficialmente San Pedro de Bande) es una parroquia y una villa española del municipio de Bande, en la provincia de Orense, Galicia.

## Organización territorial
La parroquia está formada por nueve entidades de población:
- Bande
- Buxán
- Lueda
- Martiñán
- Recarei
- Sarreaus
- Seoane
- Xordos (Sordos)
- Vilameá

## Demografía

### Parroquia
| Gráfica de evolución demográfica de Bande (parroquia) entre 2000 y 2021 |
|                                                                         |
| Datos según el nomenclátor publicado por el INE.                        |

### Villa
| Gráfica de evolución demográfica de Bande (villa) entre 2000 y 2021 |
|                                                                     |
| Datos según el nomenclátor publicado por el INE.                    |